# Zhai Zhigang
Zhai Zhigang (Qiqihar, outubro de 1966) é um taikonauta chinês e o primeiro homem de seu país a fazer uma caminhada no espaço, como comandante da missão Shenzhou 7, terceira missão espacial chinesa, lançada ao espaço em 25 de setembro de 2008.

## Carreira
Piloto de caça da força aérea chinesa, tem a patente de tenente-coronel e mil horas de voo, acumuladas em várias aeronaves militares. Em 1996, foi selecionado para o primeiro treinamento de um grupo de taikonautas, chegando a integrar o grupo final de quatorze qualificados em 1998 a participarem do programa espacial chinês e o trio final escalado para o primeiro voo ao espaço em 2003, que acabou sendo realizado por Yang Liwei.

### Shenzhou 7
Foi ao espaço comandando a Shenzhou 7, ao lado dos taikonautas Liu Boming e Jing Haipeng, e durante a missão realizou  a primeira atividade extra-veicular feita por um chinês.

### Shenzhou 13
Em 16 de outubro de 2021 foi ao espaço pela segunda vez a bordo da Shenzhou 13, juntamente com os taikonautas Ye Guangfu e Wang Yaping, para uma missão de seis meses na estação espacial chinesa Tiangong.